# Ответы папы Николая на вопросы болгар
«Ответы папы Николая на вопросы болгар» являются ценным раннесредневековым христианским и юридическим памятником.
29 августа 866 г. в Рим прибыла болгарская делегация с длинным списком вопросов, которые князь Борис I адресовал папе Николаю I. Хотя эти вопросы не сохранились до наших дней, мы можем догадаться о их сути по ответам папы Николая на них.
На 115 вопросов болгарского правителя Папа прислал 106 ответов. Они являются важным и популярным латинским, неправовым и эпистолярным историческим источником, который предоставляет информацию о социально-экономических отношениях и состоянии христианской религии и церкви в то время. Большинство вопросов связано с религией, учитывая предстоящее обращение болгар.
Согласно этому источнику, князь Борис I требовал христианских и светских законов. Он также спрашивает о так называемых «судах покаяния», чтобы правитель мог наложить церковные наказания.
Ответы, как памятник своего времени, содержат информацию о наказуемых деяниях и санкциях за них. Ответы содержат ценную информацию о суде и статусе иностранцев в Болгарии в то время.
Из ответов видно, что болгарский правитель больше всего беспокоился о том, что делать с язычниками, которые, согласно доктрине, отказались принять новую христианскую веру в Болгарии. Вот почему они предоставляют информацию о процессе преобразования языческого закона в христианское право.
Согласно наиболее популярной гипотезе, ответы подготовил Анастасий Библиотекарь.